# Hästskotjärnen (Ramsjö socken, Hälsingland, 691230-148300)
Hästskotjärnen är en sjö i Ljusdals kommun i Hälsingland och ingår i Ljusnans huvudavrinningsområde. Sjön har en area på 0,08 kvadratkilometer och ligger 367,4 meter över havet. Sjön avvattnas av vattendraget Sillerboån (Väljeån).

## Delavrinningsområde
Hästskotjärnen ingår i det delavrinningsområde (691288-148222) som SMHI kallar för Ovan 691105-148303. Medelhöjden är 414 meter över havet och ytan är 4,46 kvadratkilometer. Det finns inga avrinningsområden uppströms utan avrinningsområdet är högsta punkten. Sillerboån (Väljeån) som avvattnar avrinningsområdet har biflödesordning 2, vilket innebär att vattnet flödar genom totalt 2 vattendrag innan det når havet efter 197 kilometer. Avrinningsområdet består mestadels av skog (95 procent). Avrinningsområdet har 0,08 kvadratkilometer vattenytor vilket ger det en sjöprocent på 1,8 procent.